# Little Nemo: The Dream Master
Pour les articles homonymes, voir Little Nemo (homonymie).
Little Nemo: The Dream Master est un jeu vidéo de plates-formes développé et édité par Capcom sur Nintendo Entertainment System en septembre 1990. Le jeu est basé sur le film d'animation Little Nemo: Adventures in Slumberland, lui-même inspiré de la bande dessinée Little Nemo in Slumberland et son personnage principal Nemo,.

## Système de jeu
Dans ce jeu de plateformes, le joueur dirige le petit garçon Nemo au sein de ses différents rêves. Ceux-ci consistent en des niveaux que Nemo doit traverser notamment en apprivoisant certains animaux avec des bonbons, afin de pouvoir les chevaucher et ainsi se servir de leurs spécificités pour atteindre différents endroits ou se défendre contre les différents ennemis rencontrés. Par exemple, en apprivoisant une taupe, il pourra creuser dans le sol, ou voler grâce à une abeille.
À la fin de chaque niveau se trouve une porte qu'il faut ouvrir en débloquant un nombre variable de serrures. Les clés permettant de les ouvrir sont disséminées à différents endroits du rêve. Une fois toutes les clés trouvées et la porte ouverte, le niveau se termine.
Au bout d'un moment, Nemo fait connaissance avec Camille, la fille du roi Morphée du pays des Rêves, qui lui demande de lui venir en aide afin de retrouver son père, prisonnier du roi du pays des Cauchemars. Pour l'aider à traverser le monde des cauchemars, elle lui remet une arme, une Etoile du matin, sous la forme d'un sceptre qui lui permet ainsi d'attaquer et d'effectuer une attaque chargée, ce qui déclenche une puissante boule de lumière. Il peut ainsi partir à la recherche du roi du pays des Cauchemars et affronter ses différents sbires.